# Copa do Leste Asiático
A Copa do Leste Asiático, Copa dos Campeões do Leste Asiático, ou também conhecida como Desafio A3, é um campeonato de futebol realizado pelos campeões nacionais de: China, Coreia do Sul e Japão (Superliga Chinesa, K-League e J-League).

## História
A primeira edição do torneio foi realizada no ano de 1998, na cidade de Xangai, na China. Compreendeu com os campeões nacionais de 1997 de China, Hong Kong, Japão, Coreia do Sul e Rússia. Foi retomada em 2003 com apenas os países do A3, sendo disputada anualmente, com a sede sendo alternada de país a cada ano. O vice-campeão do país sede também participa da competição, totalizando assim 4 clubes por edição.

## Campeões
| Ano           | Sede     | Final                   | Final                   | Semifinalistas          | Semifinalistas        |
| Ano           | Sede     | Campeão                 | Vice                    | Terceiro Lugar          | Quarto Lugar          |
| ------------- | -------- | ----------------------- | ----------------------- | ----------------------- | --------------------- |
| 1998 Detalhes | Xangai   | Rotor Volgograd         | Dalian Shide            | Shanghai Shenhua        | Jubilo Iwata          |
| 2002 Detalhes | Jeonju   | Jeonbuk Hyundai         | Seongnam Ilhwa Chunma   | Suwon Samsung Bluewings | Jubilo Iwata          |
| 2003 Detalhes | Tóquio   | Kashima Antlers         | Dalian Shide            | Seongnam Ilhwa Chunma   | Jubilo Iwata          |
| 2004 Detalhes | Xangai   | Seongnam Ilhwa Chunma   | Yokohama F. Marinos     | Shanghai Shenhua        | Inter Shanghai        |
| 2005 Detalhes | Seogwipo | Suwon Samsung Bluewings | Pohang Steelers         | Yokohama Marinos        | Shenzhen Shangqingyin |
| 2006 Detalhes | Tóquio   | Ulsan Hyundai Horang-i  | Gamba Osaka             | JEF United              | Dalian Shide          |
| 2007 Detalhes | Jinan    | Shanghai Shenhua        | Shandong Luneng Taishan | Urawa Red Diamonds      | Seongnam Ilhwa Chunma |

### Títulos por clube
| Clube                   | Títulos  | Vices           |
| ----------------------- | -------- | --------------- |
| Kashima Antlers         | 1 (2003) | 0               |
| Rotor Volgograd         | 1 (1998) | 0               |
| Seongnam Ilhwa Chunma   | 1 (2004) | 0               |
| Shanghai Shenhua        | 1 (2007) | 0               |
| Suwon Samsung Bluewings | 1 (2005) | 0               |
| Ulsan Hyundai Horang-i  | 1 (2006) | 0               |
| Jeonbuk Hyundai         | 1 (2002) | 0               |
| Dalian Shide            | 0        | 2 (1998 e 2003) |
| Gamba Osaka             | 0        | 1 (2006)        |
| Pohang Steelers         | 0        | 1 (2005)        |
| Shandong Luneng Taishan | 0        | 1 (2007)        |
| Yokohama F. Marinos     | 0        | 1 (2004)        |

### Títulos por país
| País          | Títulos | Vices |
| ------------- | ------- | ----- |
| Coreia do Sul | 4       | 2     |
| China         | 1       | 3     |
| Japão         | 1       | 2     |
| Rússia        | 1       | 0     |

### Artilharia
- Artilheiros: Kuki (2002) - 7 gols, Nadson (2005), Lee Chun-Soo (2006) - 6 gols